# Svînarîn, Turiisk
Svînarîn (în ucraineană Свинарин) este un sat în comuna Kupîciv din raionul Turiisk, regiunea Volînia, Ucraina.

## Demografie
Componența lingvistică a localității Svînarîn
     Ucraineană (99,29%)
     Alte limbi (0,71%)
Conform recensământului din 2001, majoritatea populației localității Svînarîn era vorbitoare de ucraineană (99,29%), existând în minoritate și vorbitori de alte limbi.